# 미국 수정 헌법 제2조
미국 헌법 수정 제2조(Second Amendment 또는 Amendment II)는 1791년에 제정되었으며, "총기휴대및 소지의 권리"를 규정하고 있다.

## 전문
연방하원과 상원을 통과한 미국 헌법 수정조항 제2조의 원문 내용은 다음과 같다:
잘 규율된 민병대는 자유로운 주(State)의 안보에 필수적이므로, 무기를 소장하고 휴대하는 국민의 권리는 침해될 수 없다.

A well regulated Militia, being necessary to the security of a free State, the right of the people to keep and bear Arms, shall not be infringed.

각 주에 배포되어 비준된 미국 헌법 수정조항 제2조의 원문 내용은 다음과 같다:
A well regulated militia being necessary to the security of a free State, the right of the People to keep and bear arms shall not be infringed.

## 배경
미국의 헌법 전문가인 조지타운 대학교 법학센터 피터 버니 교수는 “행정력이 미치지 못하는 광활한 땅을 개척해야 했던 미국에선 총기 소유는 자신은 물론 가족의 생명과 재산을 지키기 위해서 반드시 필요한 권리로 간주돼 왔다”며 “여기에는 국가가 개인을 온전히 보호해 줄 수 없다는 관념도 영향을 미쳤다”고 설명했다.

### 역사적 배경
이 수정헌법은 영미법에 부분적으로 기초하며 권리장전 (영국)에 의해 영향을 받았다. 윌리엄 블랙스톤은 이 권리에 대해 "보조적인 권리의 하나로 자기 방어의 자연적 권리를 지지하고 억압에 저장하며 국가의 방어와 조화하도록 하기 위한 시민적 의무"로 묘사하였다. 제임스 먼로와 존 애덤스는 헌법이 비준되도록 찬성하였고, 가장 영향력은 준 법의 제정자는 제임스 매디슨이었다.

## 조문의 해석
총기 규제에 대한 최근의 미국 사회 내의 활발한 논의와 입법 활동에도 불구하고 수정조항 제2조에 의하여 보호받는 권리가 구체적으로 어떠한 것인가에 대해서는 명시적인 사법적 판단이 이루어진 적이 없다. 제2조 해석과 관련하여 대립하는 두 종류의 학설이 존재하는데 "개인의 권리"이론 과 "주의 권리"이론이라고 부를 수 있다.
"개인의 권리" 이론은 수정조항 제2조에 의하여 보호받는 권리는 개인이 총기를 소유, 점유, 운반할 수 있는 권리라고 주장한다. 반면, "주의 권리" 이론은 수정조항 제2조의 목적은 주가 공식적으로 조직된 민병대를 보유할 수 있는 권한을 보호하는 것이라고 주장한다. 어느 이론이든 이 조항은 연방정부만을 제약하고 주 정부나 개인들에게는 그 효력이 미치지 않는다고 해석한다.
미 연방대법원은 United States v. Miller, 307 U.S. 174 (1939)사건에서 다음과 같이 판시하였다.
총열의 길이가 18인치 미만인 총의 소유나 사용이 현재 시점에서 잘 규율된 민병대의 군사력 유지나 향상과 어떠한 관련이 있다는 증거가 없는 상황에서 우리는 수정조항 제2조가 그러한 무기를 소장하고 휴대할 수 있는 권리를 보장한다고 말할 수 없다. 물론 이러한 무기가 통상적인 군용 무기의 일부이거나 이러한 무기의 사용이 방위에 도움이 될 수 있다는 점은 사법적 판단의 범위 밖이다.…그러한 군사력을 유지 또는 향상하도록 하기 위한 목적으로 수정조항 제2조가 제정되었다. 제2조는 그러한 목적을 염두에 두고 해석되어야 한다.
In the absence of any evidence tending to show that possession or use of a "shotgun having a barrel of less than eighteen inches in length" at this time has some reasonable relationship to the preservation or efficiency of a well regulated militia, we cannot say that the Second Amendment guarantees the right to keep and bear such an instrument. Certainly it is not within judicial notice that this weapon is any part of the ordinary military equipment, or that its use could contribute to the common defense.…With obvious purpose to assure the continuation and render possible the effectiveness of such forces, the declaration and guarantee of the Second Amendment were made. It must be interpreted and applied with that end in view.

미 연방대법원은 민병대의 유지에 필요한 한도 내에서 "개인의 권리" 이론을 지지한 것으로 해석된다.

## 1975년 총기 규제법
1976년 6월 29일 워싱턴 D.C 의회에서 통과된 법으로 거주자들이 권총, 자동 총기 또는 대용량 반자동 총기의 소유를 금지하며 미등록된 총기 소유를 금하는 내용을 담고 있다.

## 워싱턴 D.C 대 헬러
2008년에 미국 연방 대법원에서 판결된 기념비적인 결정이다. 미국 헌법의 제2수정헌법은 각 개인의 총기 소지 및 사용의 권한을 보호하며 (민병대에서의 근무와는 상관없음) 집 안에서의 자기 방어와 같은 전통적으로 합법적인 목적을 말한다. 또한, 워싱턴 D.C의 권총 금지와 요구사항에 대하여 합법적으로 소유한 소총과 산탄총은 장전되지 않거나 방아쇠 잠금장치로 되어 있는 것은 이러한 보증행위를 침해한다는 것이다. 또한, 총기소지의 권한은 무제한적이 아니며 총과 총기 소유에 어떤 제한이 가능하다는 것을 포함한다. 이 판결은 1975년 총기 규제법을 번복하였으며 권총이 제2수정헌법의 목적에 적합한 총기임을 결정하였다.

## 같이 보기
- 미국의 총기 문화
- 무기 소지의 자유
- 무기휴대의 권리